# 王欣逸
王欣逸（1995年10月25日—），台湾前兒童演員，因演出偶像剧《海豚湾恋人》中男主角童年時期達達一角而被大众所熟知。兩位哥哥王駿逸、王鳴逸同為童星。

## 生平
王欣逸出生於桃園市，由奶奶扶養長大。7歲為貼補家用出道，參與《大愛劇場》等電視劇演出，因演出偶像剧《海豚湾恋人》而走紅，之後偶像劇、電影、廣告邀約不斷，於2008年第43屆金鐘獎以《陽光下的足跡》入圍電視金鐘獎戲劇節目男配角獎。

## 犯罪

### 加入竹聯幫
王欣逸國三時奶奶病逝，升上高中後還因為曠課太多，被校方列為問題學生，一年級就被迫強制退學，休學後在友人邀請下加入竹聯幫正堂。2012年8月14日，桃園縣政府警察局刑事警察大隊掃蕩竹聯幫正堂，堂主孔令德等29人被逮捕，時年16歲的王欣逸（綽號「小新」）被依《組織犯罪防制條例》移送少年法庭偵辦。昔日師長表示，王欣逸6至12歲期間礙於家中經濟壓力，被父母安排密集拍戲，且常於深夜被拖去，導致價值觀嚴重混亂，奶奶病逝後亦更加惡化。

### 砍人事件
2016年7月21日深夜，王欣逸受永平工商技擊隊隊員葉拱榮之託，偕同二哥王鳴逸及其他友人持鐵棒、鋁棒、西瓜刀等兇器攻擊葉拱榮的對手—李姓少年及其友人，造成李姓少年陣營裡的一名曲姓少年重傷昏迷。桃園市政府警察局蘆竹分局以車追人，7小時內在新北市萬里區將王欣逸逮捕歸案。7月25日，王欣逸被臺灣桃園地方檢察署依「殺人未遂罪」聲請羈押獲准。11月3日，桃園地檢署偵查終結，依殺人未遂罪將王欣逸等5人提起公訴，王欣逸與王鳴逸兄弟倆裁定收押禁見，葉拱榮送至法務部矯正署臺北少年觀護所收容。
2017年，曲姓少年傷重不治。2019年12月31日，臺灣桃園地方法院一審判處王欣逸有期徒刑15年，全案可上訴。
2020年11月25日，臺灣高等法院二審判處王欣逸17年有期徒刑，全案仍可上訴。2023年8月29日，最高法院維持原判，全案定讞。因王欣逸已逃往中華人民共和國上海市，2024年2月2日，被最高檢察署列為「10大重刑外逃要犯」（首波），並遭外交部領事事務局廢止註銷護照。

## 电视剧
| 年度   | 播出頻道         | 劇名                          | 飾演             |
| ------ | ---------------- | ----------------------------- | ---------------- |
| 2002年 | 民视             | 《新玫瑰瞳铃眼》-痴女絕情路   | 小成             |
| 2002年 | 民视             | 《關鍵時刻》                  |                  |
| 2002年 | 大爱電視台       | 《金山与丽娇》                | 余子(童年)       |
| 2002年 | 大爱電視台       | 《破繭》                      | 温子（童年）     |
| 2002年 | 大爱電視台       | 《拼命阿逸》                  | 小儿子           |
| 2002年 | 大爱電視台       | 《闻风而來》                  | 文丰(幼年)       |
| 2003年 | 台视             | 《好运今年轮到我》            |                  |
| 2003年 | 大爱電視台       | 《锦贵》                      | 伟伟(童年)       |
| 2003年 | 华视             | 《麻辣学园妙鲜师》            | 小ㄠ             |
| 2003年 | 華視、三立都会台 | 《海豚湾恋人》                | 達達、澤亞(童年) |
| 2003年 | 卫视中文台       | 《第8號當鋪》                 | 韩磊(童年)       |
| 2003年 | 大爱電視台       | 《浮生》                      | 洪子(童年)       |
| 2003年 | 大爱電視台       | 《妙有春风》                  | 烔沛(幼年)       |
| 2003年 | 大爱電視台       | 《新芽》                      | 杨子(童年)       |
| 2003年 | 大爱電視台       | 《四重奏》                    | 幸加(童年)       |
| 2003年 | 八大第一台       | 《第一剧场》-香火情           | 陈新文           |
| 2003年 | 东森综合台       | 《老婆大人》                  | 小威             |
| 2004年 | 大爱電視台       | 《後山姊妹》                  |                  |
| 2004年 | 华视             | 《台灣靈異事件》-桃色魔女     | 阿杰             |
| 2004年 | 中天娛樂台       | 《乐透三人行》                | 艾迪生           |
| 2004年 | 台视             | 《兄弟姊妹》                  | 洪文雄(童年)     |
| 2004年 | 华视、三立都會台 | 《雪天使》                    | 小昆             |
| 2004年 | 中视             | 《女人要有钱》                | 郑志浩(浩呆)     |
| 2004年 | 东森戲劇台       | 《我的宠物老公》              | 文聰             |
| 2004年 | 八大綜合台       | 《斗鱼II》                    | 阿烈(童年)       |
| 2004年 | 八大綜合台       | 《火线任务》                  | 小寶             |
| 2004年 | 中视             | 《男丁格尔》                  | 小鋒             |
| 2004年 | 东森             | 《婆媳過招千百回》            | 麦可             |
| 2004年 | 大爱電視台       | 《金海清空》                  |                  |
| 2005年 | 八大戲劇台       | 《我是男子汉》-创事纪         | 車守             |
| 2005年 | 台視、三立都會台 | 《格鬥天王》                  | 段研浩(童年)     |
| 2005年 | 大爱電視台       | 《把愛找回来》                | 晋裕(童年)       |
| 2005年 | 华视             | 《海豚爱上猫》                | 安安             |
| 2005年 | 大爱電視台       | 《草山春晖》                  | 明志(童年)       |
| 2005年 | TVBS歡樂台       | 《恶男宅急电》                | 鐵男(童年)       |
| 2005年 | 中视             | 《恶魔在身边》                | 阿讓(童年)       |
| 2005年 | 华视             | 《舊情綿綿》                  | 世尊(童年)       |
| 2005年 | 台视、三立都會台 | 《绿光森林》                  | 何時宇(童年)     |
| 2005年 | 大爱電視台       | 《明月照紅塵》                | 志明             |
| 2006年 | 大爱電視台       | 《窗外有兰天》                | 威宜(童年)       |
| 2006年 | 中視、八大綜合台 | 《愛殺17》                    | 鄒克傑(童年)     |
| 2006年 | 公视             | 公视人生剧展-《我的阿嬷是鬼》 | 大目仔           |
| 2006年 | 东森戲劇台       | 《麻辣一家亲》                | 莫鲨鱼           |
| 2006年 | 华视             | 《大老婆小老公》              | 莊晓童           |
| 2006年 | 台视             | 《神机妙算刘伯温之情天恨海》  | 阿骏             |
| 2006年 | 大爱電視台       | 《大地之子》                  | 杉隆(幼年)       |
| 2006年 | 大爱電視台       | 《生命圆舞曲》                | 文仲(童年)       |
| 2006年 | 华视             | 《宝岛少女成功记》            | 志贤(童年)       |
| 2006年 | 卫视中文台       | 《天使情人》                  | 小光             |
| 2007年 | 大爱電視台       | 《爱的约定》                  | 信仁(童年)       |
| 2007年 | 民视             | 《黑貓大旅社》                | 陳武雄           |
| 2007年 | 华视             | 《至尊玻璃鞋》                | 仁赫子           |
| 2007年 | 大愛電視台       | 《歡喜有緣 後山土地公》       |                  |
| 2007年 | 大爱電視台       | 《回甘人生味》                |                  |
| 2007年 | 大爱電視台       | 《阳光下的足跡》              | 蔡宗賢(童年)     |
| 2007年 | 台视             | 《鬥牛，要不要》              | 小若赫           |
| 2008年 | 台視             | 《神機妙算劉伯溫之南巫里國》  | 阿里             |
| 2008年 | 大愛電視台       | 《冬筍的滋味》                | 許文強           |
| 2008年 | 台視             | 《懷玉傳奇 千金媽祖》         | 陈飛卿/许阿清    |
| 2008年 | 民视             | 《濟公》                      | 博起             |
| 2008年 | 大愛電視台       | 《情緣路》                    | 潘志明(童年)     |
| 2008年 | 大愛電視台       | 《走過好味道》                | 林聰奇(童年)     |
| 2008年 | 三立台灣台       | 《真情滿天下》                | 張子良(童年)     |
| 2008年 | 大愛電視台       | 《台九線上的愛》              | 張玉麟(童年)     |
| 2009年 | 華視、八大綜合台 | 《敲敲愛上你》                | 姚匯恩(童年)     |

## 电影
| 年份   | 导演   | 片 名        | 飾 演    | 合 作 演 员 |
| ------ | ------ | ------------ | -------- | ----------- |
| 2005年 | 林合隆 | 《狼》       | 童年阿尉 |             |
| 2005年 | 林培元 | 《海拔1480》 | 陆彦     |             |

## MV演出
- 2005 黄品源〈蹲苦窯〉

## 廣告代言
- 平面广告 丽婴房童装
- 电视广告 
  - 家乐福
  - 明光家俱
  - 桂冠包子
  - 味丹企业
  - 劳斯班顿手表
  - 花莲海洋博物馆
  - 竹聯幫形象广告
  - 2005 洁牙碇
  - 2005 大茂黑瓜
  - 2008 雙獅地球牌
  - 2010 膳魔師西瓜刀